# 東勢郡

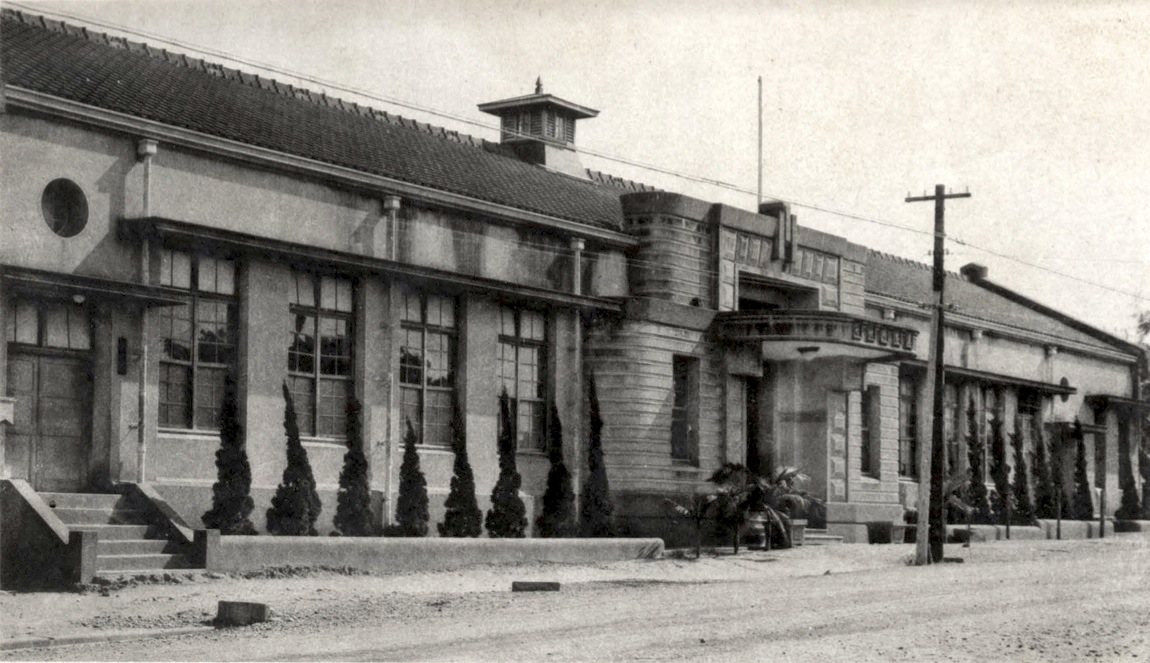
東勢郡役所

東勢郡（とうせいぐん）は、日本統治時代の台湾に存在した行政区画の一つであり、台中州に属した。

## 概要
東勢街、石岡庄、新社庄、蕃地の1街2庄1蕃地を管轄し、郡役所は東勢街に置かれた。郡域は現在の台中市東勢区、石岡区、新社区、和平区に当たり、俗に台中山城地区と呼ばれる。

## 歴代首長

### 郡守
- 中田秀造[1]：1920年8月[2] -
- 武田駒吉[3]
- 佐藤由松[4]
- 古藤誠助[5]
- 原泰吉[6]
- 長谷川茂雄[7]：1935年9月[8] -
- 松村数江[9]：1936年1月[10] -
- 岡本登[11]
- 金子弥平[12]
- 永尾好郎[13]
- 松村恭一郎[14]
- 衛藤今生[15]